# Marija Frołowa
Marija Jurjewna Frołowa z d. Popowa (ros. Мария Фролова; ur. 1 listopada 1986 w Nowotroicku) – rosyjska siatkarka, grająca na pozycji przyjmującej. Od sezonu 2020/2021 występuje w drużynie Jenisiej Krasnojarsk. 

## Sukcesy klubowe
Liga Mistrzyń:
- 2014[2]

Mistrzostwo Rosji:
- 2014
- 2017

Klubowe Mistrzostwa Świata:
- 2014

## Sukcesy reprezentacyjne
Puchar Borysa Jelcyna:
- 2017